# Tantilla lempira
Espèce
Statut de conservation UICN

 EN B1ab(i,ii,iii,iv,v) : En danger
Tantilla lempira  est une espèce de serpents de la famille des Colubridae.

## Répartition
Cette espèce est endémique du versant Pacifique du Honduras. Elle se rencontre entre 1 450 et 1 730 m d'altitude.

## Description
L'holotype de Tantilla lempira, une femelle, mesure 258 mm dont 40 mm pour la queue.

## Étymologie
Son nom d'espèce lui a été donné en l'honneur de Lempira, le cacique du peuple lenca qui lutta contre les Espagnols durant les années 1530 et aujourd’hui considéré comme l'un des personnages importants de l’histoire du Honduras.

## Publication originale
- Wilson & Mena, 1980 : Systematics of the melanocephala group of the colubrid snake genus Tantilla. Memoirs of the San Diego Society of Natural History, vol. 11, p. 5-58 (texte intégral).